# Núria Amat i Noguera
|  | «Núria Amat» redirigeix aquí. Si cerqueu la fotògrafa catalana, vegeu «Núria Amat Garcia». |

Núria Amat i Noguera (Barcelona, 1950) és una escriptora catalana en llengua castellana i catalana. És bibliotecària, llicenciada en Filologia hispànica per la Universitat de Barcelona i doctora en Ciències de la informació. Ha estat professora de l'Escola Universitària de Biblioteconomia i Documentació de Barcelona.
Ha viscut llargues temporades a Colòmbia, Mèxic, Berlín, París i als Estats Units. Com a escriptora ha combinat gèneres com novel·la, assaig, poesia, conte o teatre. També col·labora regularment amb diversos mitjans de premsa.
La major part de la seva producció literària és en castellà, en què destaquen obres com Narciso y armonía, Todos somos Kafka, Viajar es muy difícil i El país del alma. Amb la novel·la Reina de América guanyà el Premi Ciutat de Barcelona l'any 2002. En català ha escrit l'obra de teatre Pat's Room (1997) i la novel·la Amor i guerra, premiada amb el Ramon Llull l'any 2011.

## Controvèrsies
Núria Amat ha estat crítica amb la política lingüística a Catalunya. Es va adherir al manifest del Foro Babel i va criticar l'Institut Ramon Llull pel desistiment a convidar també escriptors en castellà que resideixen a Catalunya a la Fira del Llibre de Frankfurt l'any 2007. En un article a El País i en una entrevista a TV3 va arribar a comparar la política lingüística de Catalunya amb la dels nazis. Posteriorment ha anat matisant les declaracions, assegurant que la Fira de Frankfurt va ser un èxit, acceptant que la immersió lingüística és positiva i animant a altres escriptors que vulguin fer el pas de canviar de llengua.
El 2002, l'escriptora va ser condemnada per plagi de diversos autors, sense citar-los, en l'obra La documentación y sus tecnologías, publicada per l'editorial Pirámide, que va haver d'ésser retirada del mercat.

## Obres

### Narrativa
- Narciso y Armonía, 1982
- El ladrón de libros, 1988
- Amor Breve, 1990
- Monstruos, 1991
- Todos somos Kafka, 1993
- Viajar es muy difícil, 1995
- La intimidad, 1997
- El país del alma, 1999
- El siglo de las mujeres, 2000
- Reina de América, 2001
- Deja que la vida llueva sobre mí, 2007
- Amor i guerra, 2011

### Poesia
- Pan de boda, 1979
- Amor infiel, 2004
- Poemas impuros, 2008

### Assaig
- De la información al saber, 1990
- El libro mudo, 1994
- Letra herida, 1998
- Juan Rulfo, 2003

### Teatre
- Pat's Room, estrena a la Sala Beckett de Barcelona, 1997

## Premis
- 2002 Premi Ciutat de Barcelona per Reina de América
- 2011 Premi Ramon Llull per Amor i guerra